# 稲井桃子
稲井 桃子（いない ももこ、1995年3月13日 - ）は、日本の女子バスケットボール選手である。デンソーアイリス所属。ポジションはガード。コートネームは「モア」。

## 来歴
神奈川県小田原市出身。5人兄妹で両親を初め、全員がバスケ経験者。
両親がコーチとして指導するミニバスケクラブでバスケを始め、城南中学校を経て、金沢総合高校に進み、2年次にはインターハイ優勝。U-18日本代表候補にも選ばれている。
2013年、デンソー加入。
2018年、女子日本代表候補に選出される。

## 経歴
- 金沢総合高 - デンソー（2013年〜）